# Fir Park
Der Fir Park ist ein Fußballstadion in Motherwell, Schottland. Es ist die Heimat des schottischen Fußballvereins Motherwell FC. Das erste Spiel trugen der FC Motherwell und Celtic Glasgow in der Anlage aus. Die Celtics siegten vor 6.000 Zuschauern mit 8:1.

## Geschichte
Das Stadion ist komplett mit Sitzen ausgestattet, überdacht und bietet Platz für 13.742 Besucher. Der Zuschauerrekord liegt bei 35.632, der 1952 bei einem Scottish-FA-Cup-Spiel gegen die Glasgow Rangers aufgestellt wurde.
Heute hat das Stadion ein ziemlich unausgewogenes Aussehen mit großen Tribünen im Kontrast zu kleinen Tribünen. Die größte Tribüne ist der South Stand, ein riesiger zweistufiger Bau, der für die Auswärtsfans reserviert ist und 1993 fertiggestellt wurde. Direkt gegenüber ist die vergleichsweise kleine 1995 gebaute Davie Cooper Stand, die nach dem ehemaligen Spieler der Steelmen benannt wurde. Diese beiden Tribünen tragen im Gegensatz zu den anderen Rängen Werbenamen.
Die Osttribüne East Stand ist der frühere Stehplatzbereich, der komplett bestuhlt wurde. Gegenüber ist die als Main Stand gebaute Haupttribüne. Bei dieser ungewöhnlichen Zuschauertribüne läuft ein Stahlträger der Dachkonstruktion komplett längs des Platzes, die Ränge selber aber nur zu zwei Dritteln. Der Verein verlor während des Baus 1962 den Streit mit dem Besitzer eines in den Stadionbereich hineinragenden Grundstücks und konnte die Tribüne nicht komplettieren. Nach dem Todesfall von Motherwells Kapitän Phil O’Donnell 2007 wurde die Haupttribüne nach dem schottischen Nationalspieler umbenannt.

## Tribünen
- Phil O’Donnell Stand (West, Haupttribüne)[4]
- East Stand (Ost, Gegentribüne)
- Davie Cooper Stand (Nord, Hintertortribüne)
- South Stand (Süd, Hintertortribüne, Gästerang)

## Bilder
| 0Phil O’Donnell Stand (links) | 0South Stand | 0East Stand | 0Davie Cooper Stand |
| Phil O’Donnell Stand          | South Stand  | East Stand  | Davie Cooper Stand  |